# Nim Herred

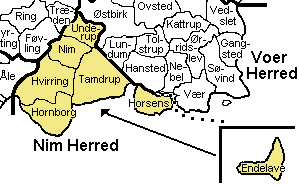
Nim Herred

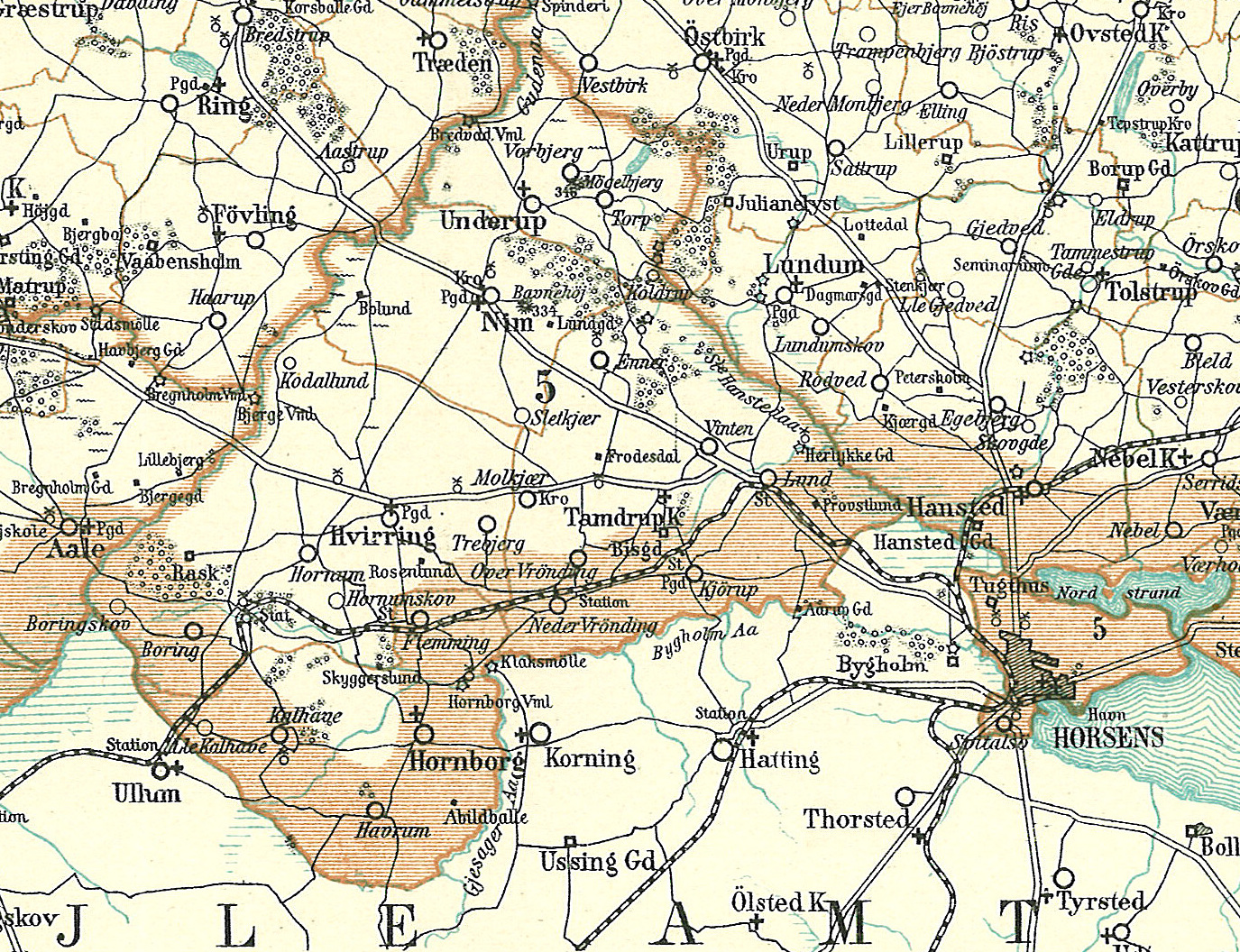
Nim Herred rond 1900, zonder Endelav

Nim Herred was een herred in het voormalige  Skanderborg Amt in Denemarken. In Kong Valdemars Jordebog wordt Nim vermeld als  Nymhæreth. Nim heeft voor 1800 deel uitgemaakt van Vejle Amt. In 1970 werd de herred ook gevoegd bij de nieuwe provincie Vejle

## Parochies
Nim omvatte naast de Købstad Horsens zes parochies. Op latere vermeldingen worden ook de parochies binnen Horsens bij Nim vermeld.
- Endelave
- Hornborg
- Hvirring
- Horsens Kloster Sogn (niet op de kaart)
- Nim
- Sønderbro (niet op de kaart)
- Tamdrup
- Underup
- Vor Frelsers Sogn (niet op de kaart)

Hornborg en Hvirring liggen in het bisdom Haderslev, de rest in het bisdom Aarhus.